# Oppervlaktespanning

schematische voorstelling van de krachten op vloeistofmoleculen. In het midden van de vloeistof zijn ze in alle richtingen gelijk; aan het grensvlak tussen vloeistof en gas is er een nettokracht naar de vloeistof gericht.

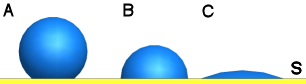
Verschil in vorm door hoge en lage oppervlaktespanning: druppels van kwik (A), water (B) en water met zeep (C) op een vast oppervlak

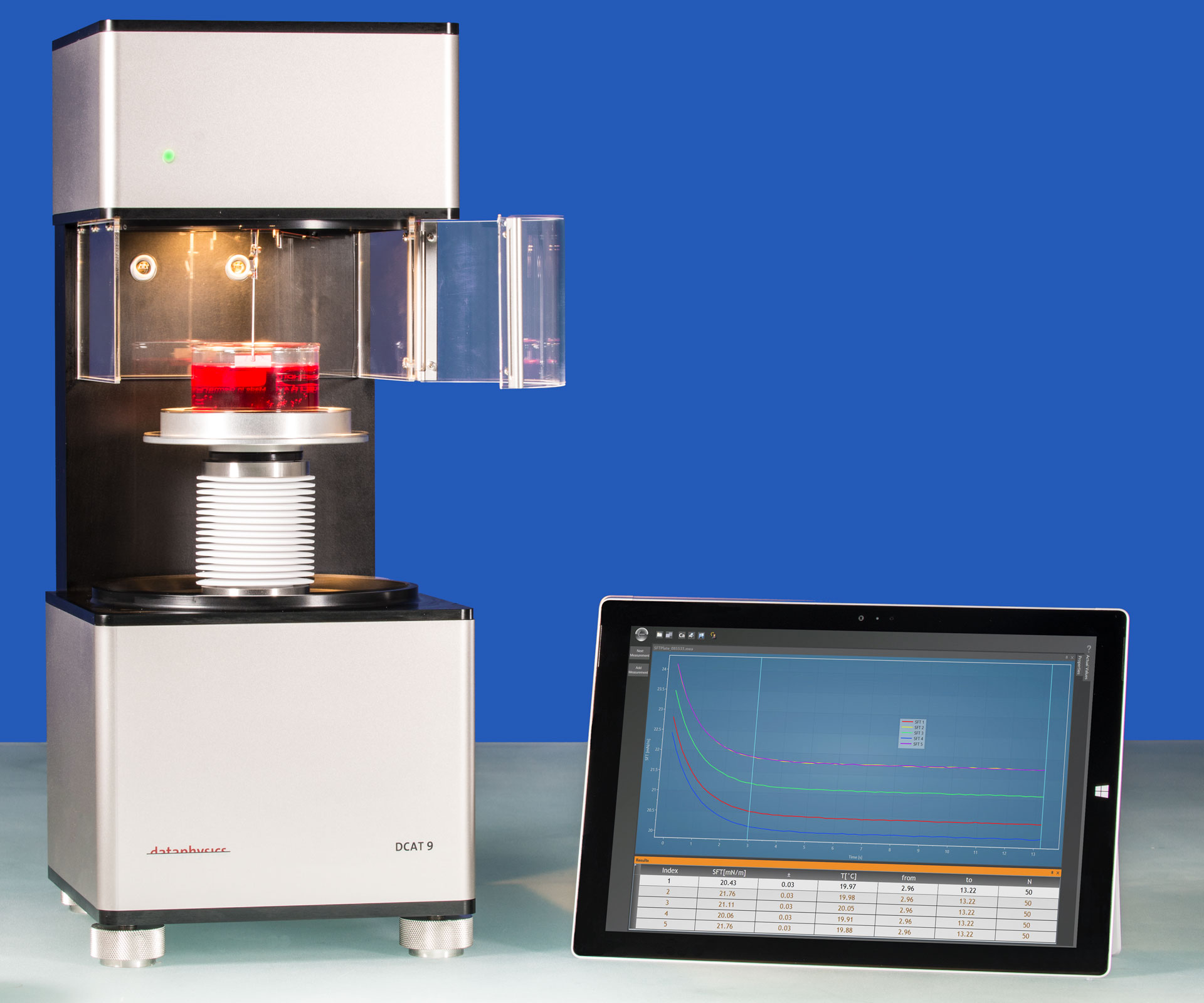
Dynamische Contacthoek meetinstrument voor bepaling van de oppervlaktespanning met Du Nouy ring of Wilhelmy plate

Oppervlaktespanning is het natuurkundig verschijnsel dat het oppervlak van een vloeistof aan een vloeistof-gasovergang zich gedraagt als een veerkrachtige laag. Vanderwaalskrachten tussen moleculen in de vloeistoffase veroorzaken deze oppervlaktespanning. Losse druppels worden zo veel mogelijk bolvormig. De oppervlaktespanning van water wordt verder verhoogd doordat watermoleculen onderling waterstofbruggen vormen. Schaatsenrijders (een insectensoort) en lichte voorwerpen zinken niet dankzij de oppervlaktespanning van het water.
Voor moleculen aan het oppervlak van de vloeistof is de netto vanderwaalskracht gericht naar de vloeistof toe. Binnen de vloeistof zijn de onderlinge vanderwaalskrachten tussen de moleculen in alle richtingen even groot, waardoor de resulterende kracht op ieder individueel molecuul binnen de vloeistof gelijkstaat aan nul.
Het symbool voor oppervlaktespanning is γ (gamma) of σ (sigma) en de SI-eenheid is newton per meter, N m−1. In oudere werken vindt men nog wel dyne per centimeter (geen SI-eenheid).
Oppervlakteactieve stoffen zijn stoffen die de oppervlaktespanning van een vloeistof verlagen als ze erin gemengd worden. Voorbeelden zijn zeep en glansspoelmiddel in water.
Bepaalde insecten maken gebruik van deze spanning om over het wateroppervlak te lopen. Indien afwasmiddel in het water wordt gemengd, verdrinkt dit insect. Verlaging van de oppervlaktespanning maakt het ook mogelijk een zeepbel te blazen die enige tijd kan blijven bestaan.

## Natuurkundige opvatting en grensvlakenergie

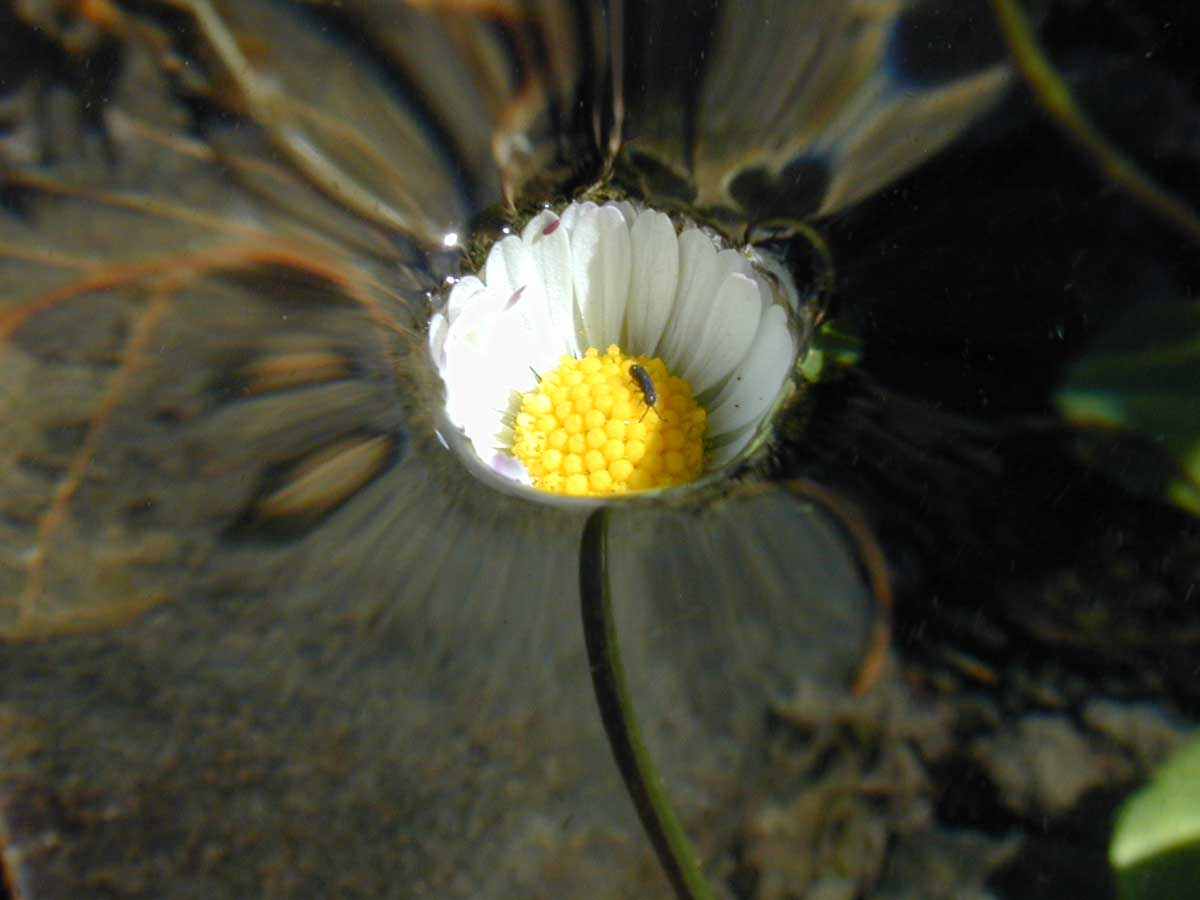
Door de oppervlaktespanning van het water stroomt het water niet over de rand van bloemblaadjes heen de bloem in, en dus zinkt de bloem niet.

De natuurkundige definitie van oppervlaktespanning is drieledig. Ten eerste is de oppervlaktespanning de arbeid die nodig is om het grensvlak met een eenheid oppervlakte uit te breiden. Ten tweede, door herschikking van de vorige definitie, kan worden gevonden dat de oppervlaktespanning ook gelijk is aan de kracht die aan grensvlak trekt om het te verkleinen, per eenheid van lengte. Tot slot, uit de voorgaande definities volgt ook dat de oppervlaktespanning ook gelijk is aan de verandering van de Gibbs vrije energie per verandering van de grootte van het oppervlak van het grensvlak. Merk op dat de dimensie van oppervlaktespanning, kracht per eenheid lengte, dus ook kan geschreven worden als energie per eenheid oppervlakte.

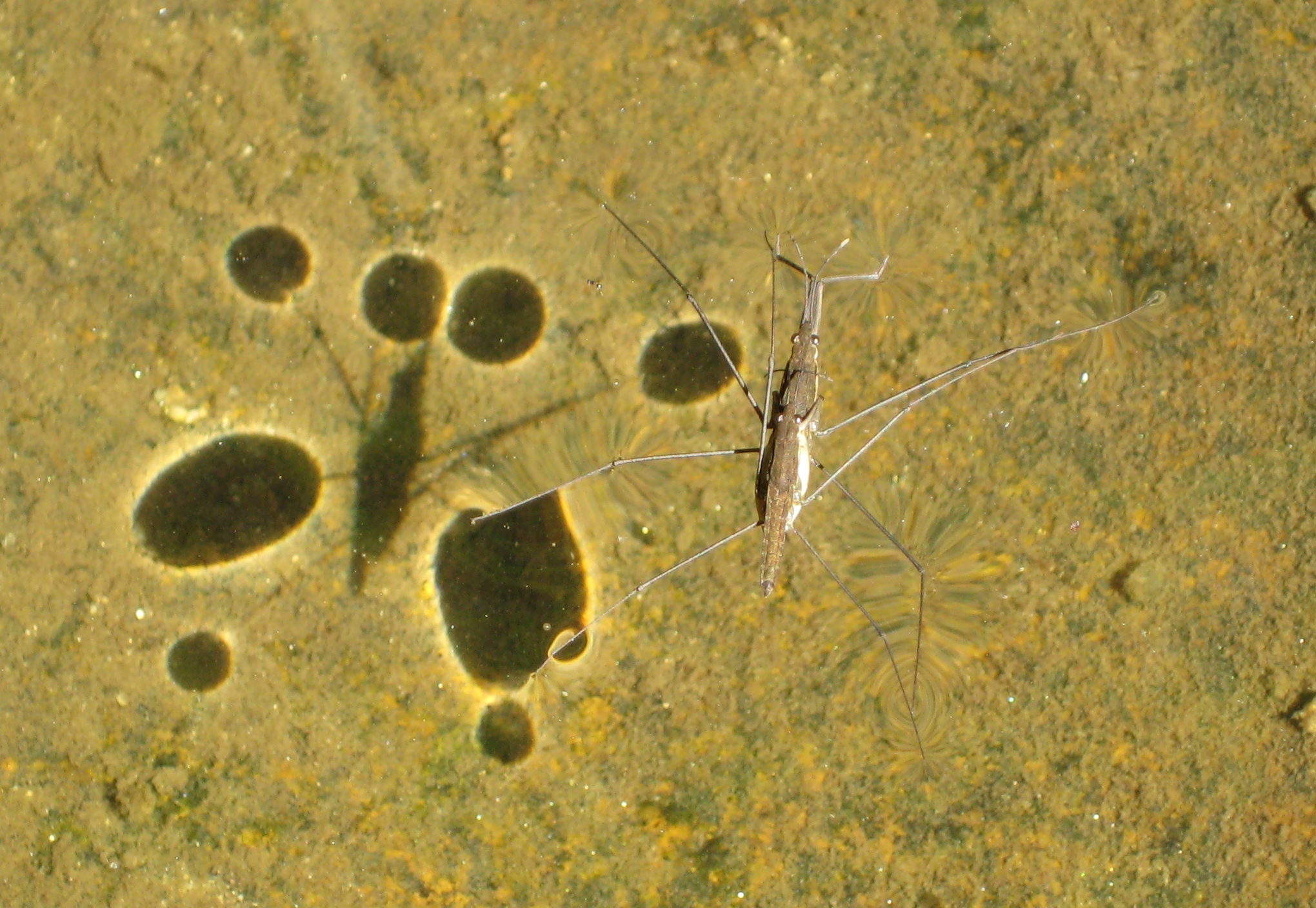
De schaatsenrijder wordt gedragen door de oppervlaktespanning van het water. De ronde schaduwen zijn van de kuiltjes in het wateroppervlak onder de poten.

## Verband oppervlaktespanning en drukverschil
Tussen twee verschillende fasen met een gekromde interfase heerst er steeds een drukverschil. De grootte van dit drukverschil kan berekend worden aan de hand van de wet van Laplace. De wet van Laplace stelt dat de druk aan de concave zijde van een oppervlak groter is dan aan de convexe zijde. De formules zoals hieronder weergegeven dienen dan ook als volgt te worden begrepen: het druk verschil over het grensvlak is evenredig met de verhouding van de oppervlaktespanning over de kromtestraal.
Eén grensvlak :{\displaystyle \Delta P={2\gamma  \over {r}}}
Twee grensvlakken :{\displaystyle \Delta P={4\gamma  \over {r}}}
De overdruk in een champagnebelletje in een glas wijn, bijvoorbeeld, kan als volgt berekend worden:
{\displaystyle \Delta P={2\gamma  \over {r}}}, waarbij r de straal van het belletje is.

Eén grensvlak (voorbeeld: druppel)
Twee grensvlakken (voorbeeld: zeepbel)

De wet van Laplace is ook geldig indien er voor een oppervlak twee kromtestralen zijn en het oppervlak dus eerder zadel dan bolvormig is. Uit deze formules volgt ook dat indien de kromtestraal van de interfase oneindig groot wordt, m.a.w. de interfase is vlak, het drukverschil over de interfase gelijk wordt aan nul.
{\displaystyle \Delta p=\ \gamma \left({\frac {1}{R_{x}}}+{\frac {1}{R_{y}}}\right)}(Laplace vergelijking)
{\displaystyle \Delta p=\ 2\gamma r\pi \cos(x)}
De wet van Laplace wordt vaak in tegenstelling geplaatst met de Kelvin vergelijking die stelt dat de dampdruk gegenereerd door een vloeistof kleiner is indien het vloeistofoppervlak concave gekromd is. Ook in de Kelvin vergelijking komt de verhouding tussen de oppervlaktespanning en de kromtestraal voor. Beide vergelijkingen zijn echter steeds geldig: in een luchtbel in een kokende vloeistof is de druk aan de concave zijde van het grensvlak dus steeds groter dan aan de convexe zijde, en tegelijkertijd is de dampdruk die gegenereerd wordt door de vloeistof aan het grensvlak kleiner dan de dampdruk die de vloeistof zou genereren boven een vlak oppervlak.
{\displaystyle \ln {\frac {p}{p_{\rm {sat}}}}={\frac {2\gamma V_{\text{m}}}{rRT}}}  (Kelvin vergelijking)

## Oppervlaktespanning van enkele vloeistoffen

Verloop van de oppervlaktespanning van water als functie van de temperatuur

De oppervlaktespanning is afhankelijk van de temperatuur. In het algemeen daalt ze als de temperatuur stijgt. Bij het kritisch punt van verdamping, waar het grensvlak tussen damp en vloeistof verdwijnt, is ze gelijk aan nul.
Wanneer men de oppervlaktespanning van een stof geeft, moet men er dus steeds bij vermelden voor welke temperatuur die geldt. In deze tabel zijn waarden bij 20 °C gegeven, tenzij anders vermeld:
| Vloeistof       | Oppervlaktespanning in 10−3 N/m |
| --------------- | ------------------------------- |
| ethanol         | 22,55                           |
| methanol        | 22,60                           |
| aceton          | 23,30                           |
| benzeen         | 28,90                           |
| glycerol        | 63,4                            |
| water bij 80 °C | 62,6                            |
| water bij 50 °C | 67,9                            |
| water bij 20 °C | 72,75                           |
| kwik bij 18 °C  | 471,00                          |
| kwik bij 20 °C  | 476,00                          |